# AES-Tisza II erőmű
A Tisza II egy hőerőmű Tiszaújvárosban. 4 darab 215 MW-os egységből (erőművi blokkból) áll, összesen 860 MW-os névleges teljesítményű, ezzel Magyarország legnagyobb hőerőművei közé tartozik. Szénhidrogén-tüzelésű kazánjai vannak: a hőerőműben földgázzal, fűtőolajjal tüzelnek, illetve még 1982-ben alkalmassá tették nagy inerttartalmú földgáz tüzelésére is.
Az erőmű több mint 130 hektár területen, saját vízkivételi és vízkezelő művel, több mint 80.000 tonna kapacitású olajtárolóval, továbbá saját belső iparvágánnyal rendelkezik.

## Története
Az erőművet eredetileg 2000 MW beépített teljesítménnyel tervezték megépíteni, amivel Magyarország legnagyobb erőműve lett volna, de az 1973-as és 1979-es olajválság miatt végül csak – az akkori energiaigény-előrejelzéseknek megfelelő – 860 MW beépített kapacitással valósult meg 1972 és 1978 között az Állami Építőipari Vállalat kivitelezésében.

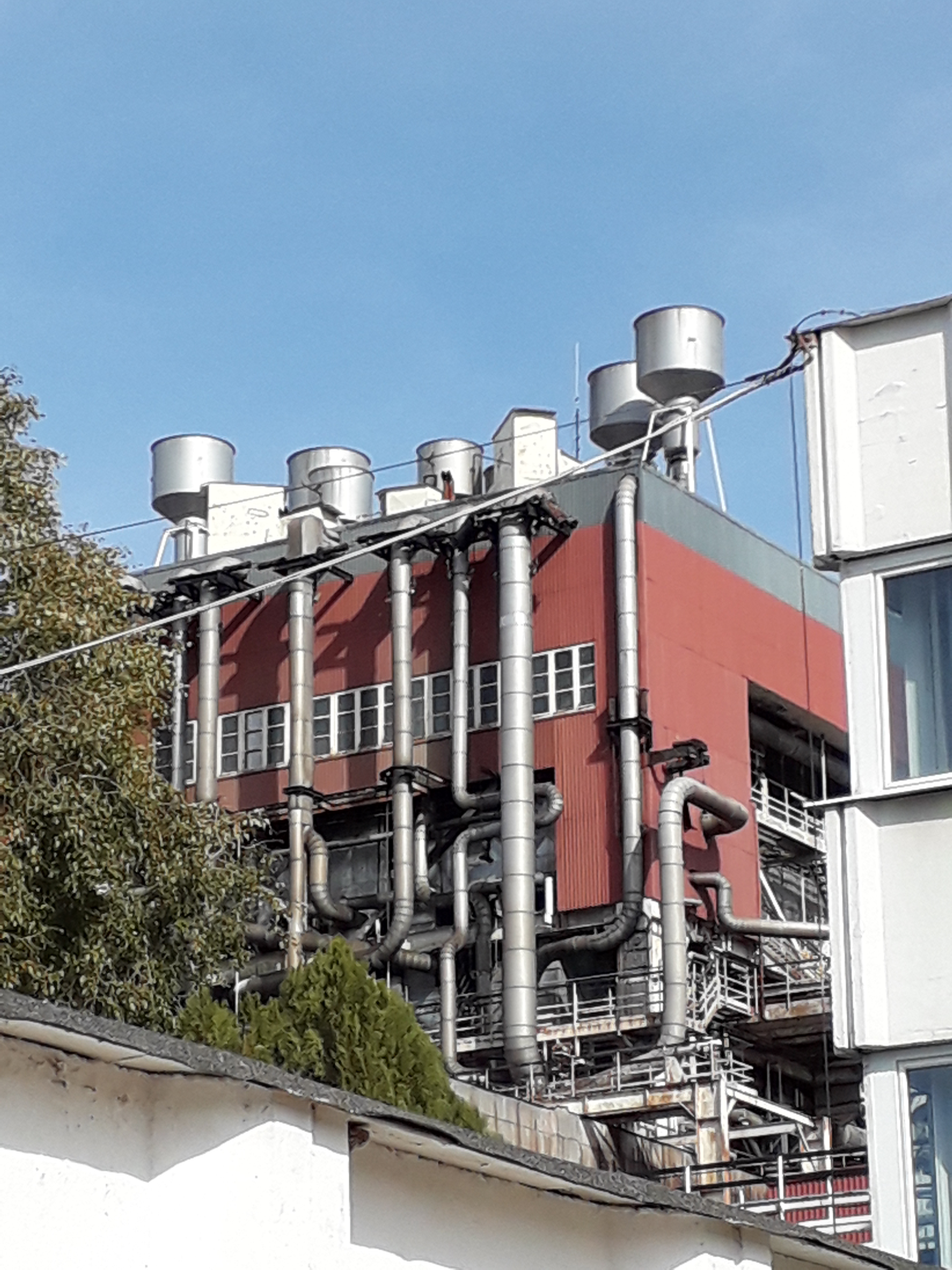
Az I. számú blokk közelebbről

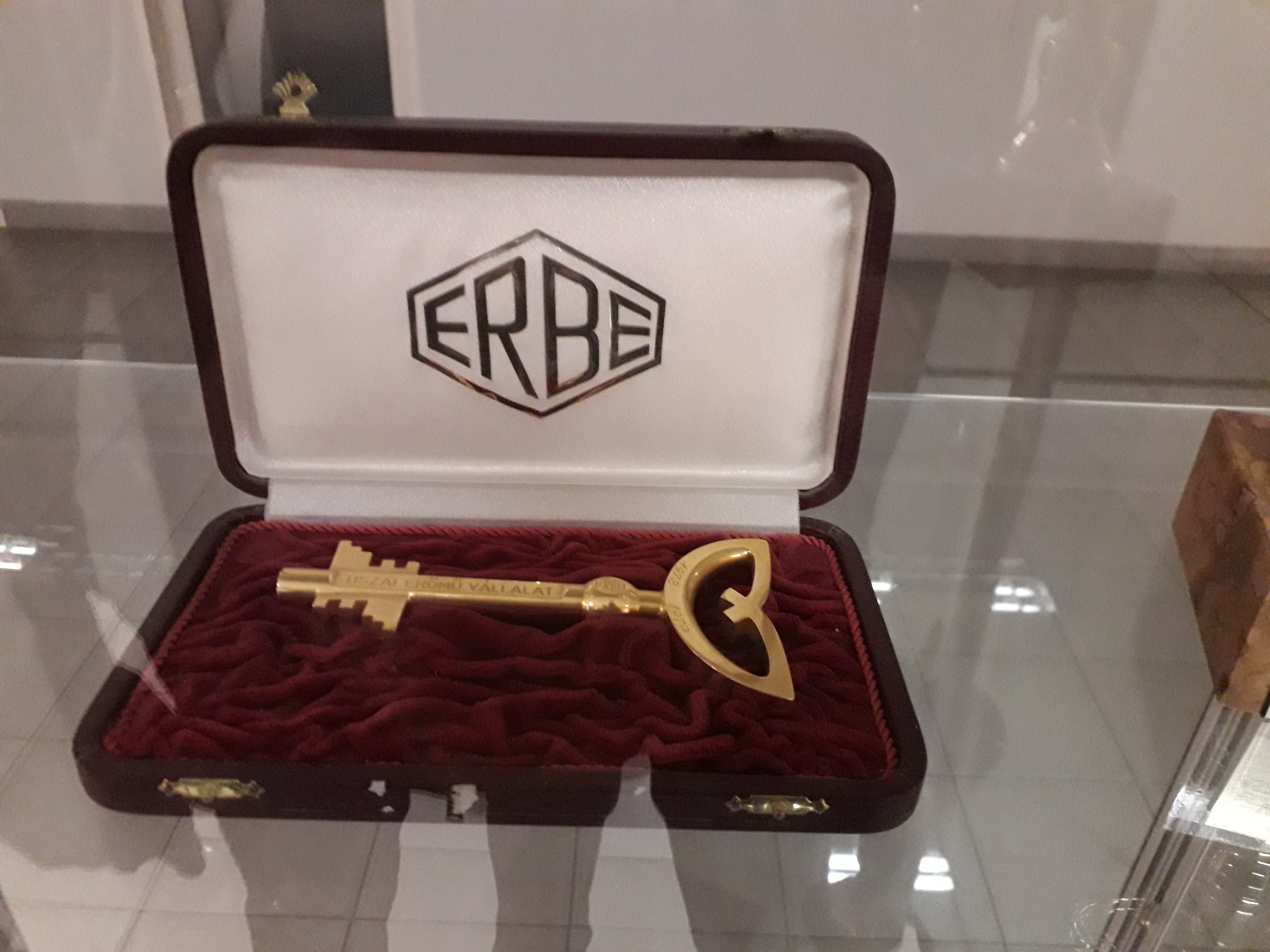
A Tisza II hőerőmű jelképes átadási kulcsa

Első üzemeltetője a Tiszai Erőmű Vállalat (TEV) volt, mely magába foglalta még a tiszapalkonyai és a kazincbarcikai hőerőműveket, Lyukóbányát, valamint a tiszalöki, a kesznyéteni és a kiskörei vízerőműveket. 1992. január 1-én a Tiszai Erőmű Vállalat részvénytársasággá alakult át. 1996 augusztusában a Tiszai Erőmű Rt.  privatizációja során az amerikai AES Corporation vásárolta meg, leszámítva a három vízerőművet, mert ezeket előzőleg leválasztotta, és külön „csomagban” értékesítette az állami tulajdonos. Az AES az erőművek megfelelő, biztonságos üzemeltetésére nagy hangsúlyt fordított, a Tisza II-ben 2005-ben 300 milliárd forint értékű élettartam-hosszabbító gigaberuházást is végrehajtott. 2012 márciusában az AES a megváltozott árampiaci helyzet miatt (a sokkal jobb hatásfokkal dolgozó, és alacsonyabb fenntartási költségű gázturbinás erőművekkel nem tudta felvenni a versenyt) leállította az erőművet, amit 2012. december 5-én egy magyar befektetői csoport vásárolt meg. Az IFC-nek szándékában volt 2013 tavaszán az erőmű újraindítása, ám a továbbra is kedvezőtlen piaci helyzet miatt véglegesen lemondtak erről.
A kilátástalan helyzet 2018-ig tartott, ekkor a tulajdonos megszerezte az erőmű gázturbinássá való átépítéséhez szükséges engedélyeket. A beruházás („Repowering”) megvalósításához gyakorlatilag már csak a tőkére lett volna szükség, ennek hiánya miatt azonban két évig ismét nem történt semmi változás. 2020 nyarán végül az MVM Magyar Villamos Művek Zrt. kedvezőnek találta a fejlesztési lehetőségeket, és 2020 decemberében az MVM GTER Zrt. megvásárolta az erőművet, hogy azt korszerű, kombinált ciklusú gázturbinás (CCGT) erőművé alakítsák át. A beruházás a III. és a IV. blokk kazánjainak teljes elbontásával vette kezdetét, a tervek szerint közel 1000 ember dolgozik majd a nagyberuházáson, és 1–2 év múlva már működni is fog a korszerű, 1000 MW-os (ezzel Magyarország második legnagyobb erőműve) Tisza II Erőmű. Az új építésű kombinált ciklusú blokkok hőhasznosító gőzkazánjai az erőmű két eredeti, 215 MW-os (III. és IV.) blokkjának meglévő gőzturbina-generátor gépegységeit fogják hajtani, így az erőmű eredeti főberendezései (generátor, turbina, indítótranszformátor, főtranszformátor, segédüzemi transzformátor stb.) nem kerülnek elbontásra, hanem kisebb átalakítások és felújítások után az új építésű, kombinált ciklusú blokkokkal egybeépítve fogják azok főberendezéseit képezni, és a korszerűtlen, illetve a szabadtéri kialakításuk miatt már erősen elkorrodált, 670 t/h gőzkapacitású egykori gáz- és olajtüzelésű gőzkazánok kerülnek csak elbontásra. 2025 áprilisában két darab, összesen 1 GW teljesítményű kombinált ciklusú gázüzemű blokk építéséről kötött szerződést az MVM Zrt.

## A kémény
Itt található az erőmű telepéről kimagasló 250 méter magas kémény, amely Magyarország legmagasabb kéménye. Törzse, a kívülről látható hengeres palást, vasbeton szerkezetű, amelynek belsejében négy darab, egyenként 4 méter átmérőjű acél füstcső található. A kémény 200 métertől felfelé (azaz a felső 50 méteren) rozsdamentes füstcsöveket kapott, az erősen kénes tartalmú füstgáz és a vízgőz lecsapódása miatt. Ezek csatlakoznak a kémény tövében, a füstcsatornákon keresztül, az erőművi blokkokhoz. A kéményben lift is található, amelyből ellenőrizni lehet a csöveket. 
1973-ban kezdte el az alapozást a 31. sz. Állami Építőipari Vállalat. A téli építkezés miatt adódtak problémák, mert a csúszózsalus építési módszer legfeljebb mínusz 10 fokig volt többletkockázat nélkül alkalmazható. Az építkezés során, 1974 tavaszán történt egy baleset: 52 méter magasban a technológiai fegyelem megsértése miatt leszakadt a szerelőállvány egy része, és az ott dolgozó öt munkás lezuhant és életét vesztette. Az építmény 1974 decemberében készült el.

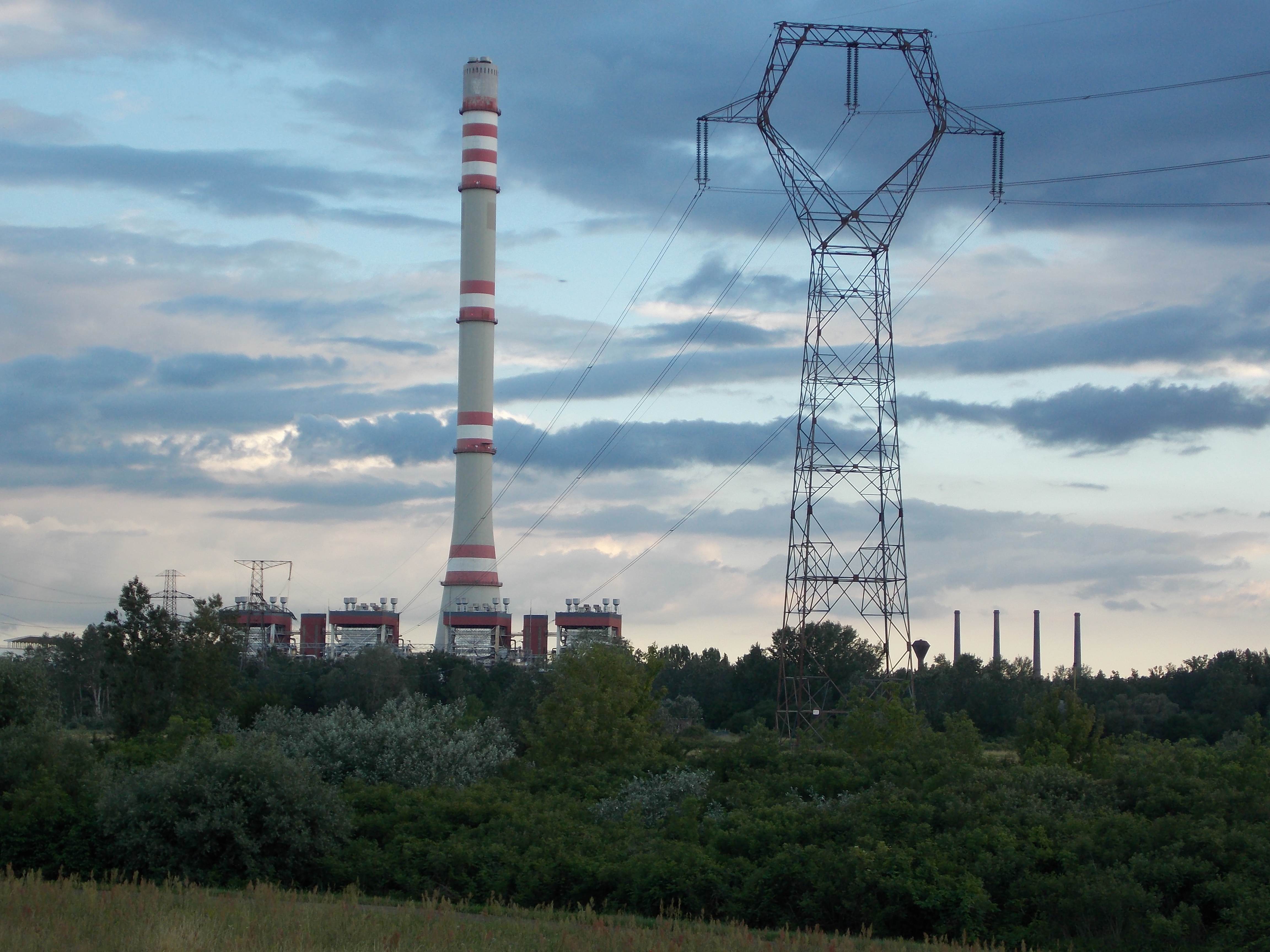
Az AES-Tisza II hőerőmű 250 méter magas betonkéménye, háttérben a Tiszapalkonyai hőerőmű négy kéménye
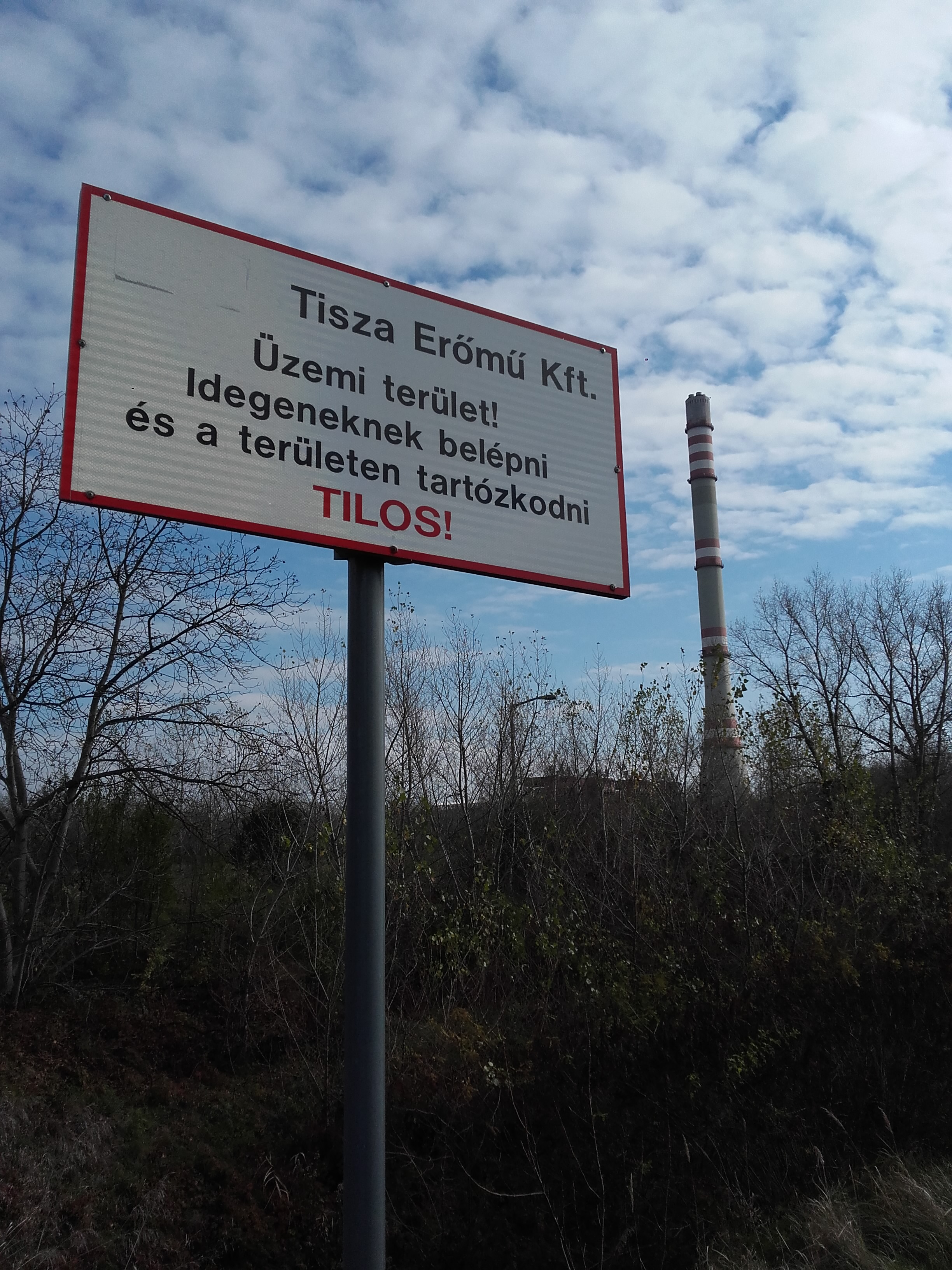
Az erőmű telepéről látszódó kémény 2019. október 31-én
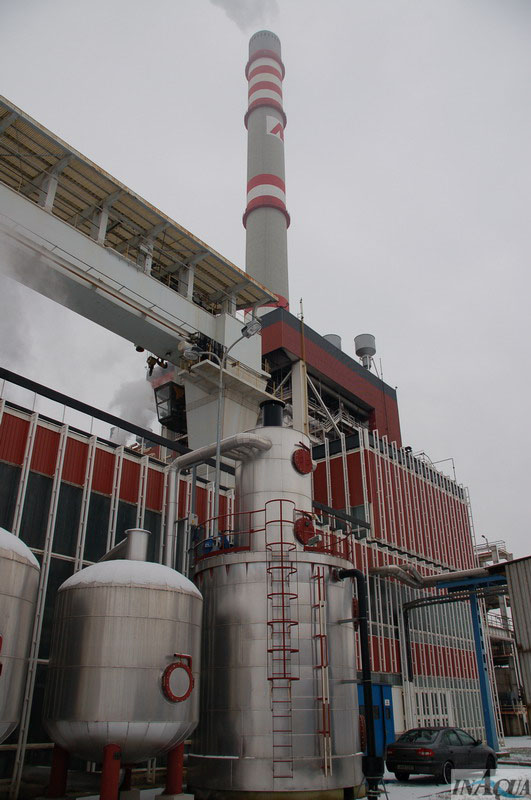
A gáztalanító tartálypark, a IV. számú blokk mellett
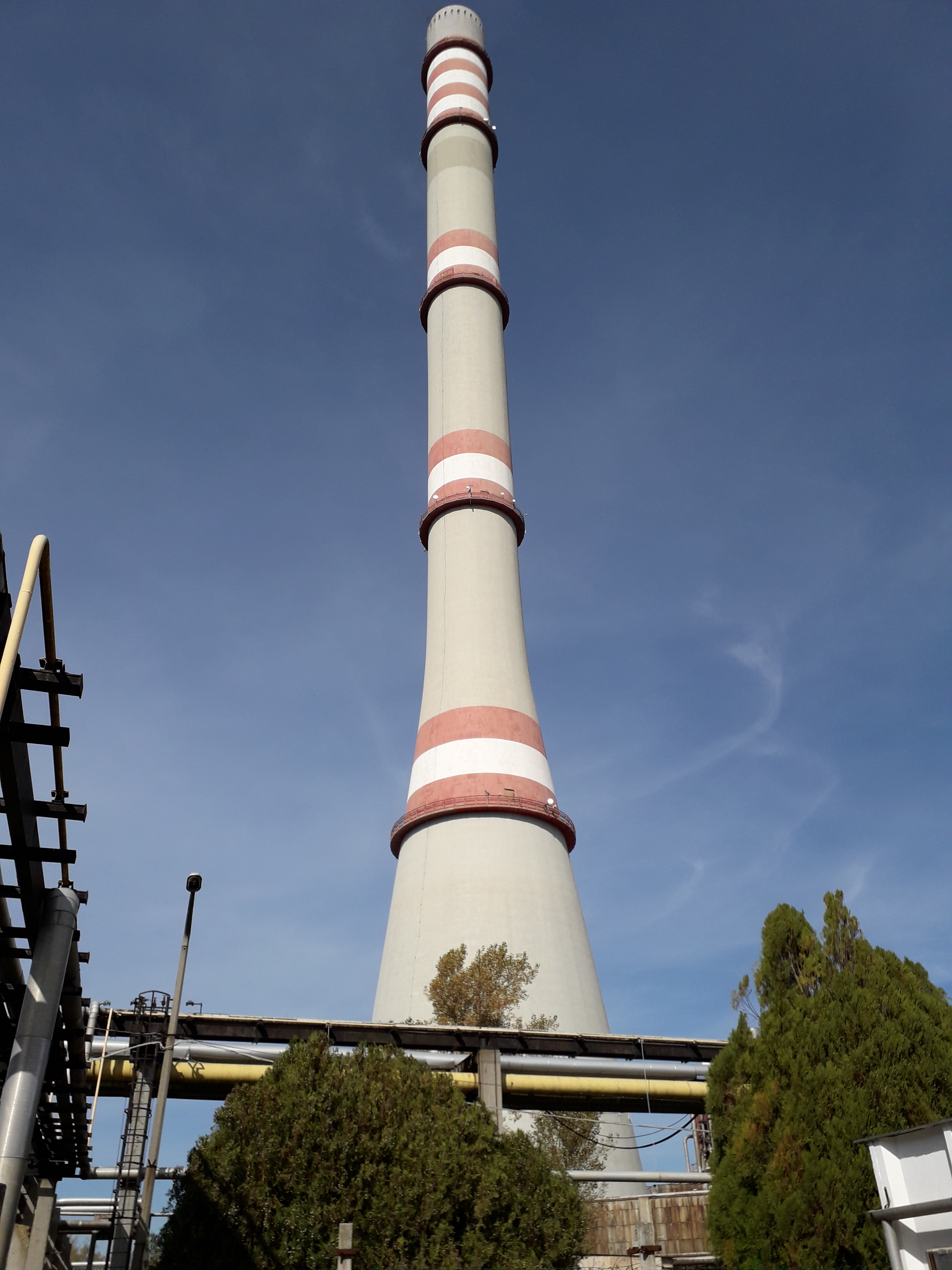
A Tisza II hőerőmű 250 méter magas kéménye, már az AES logó nélkül

## Helikopterbaleset az erőmű kéményénél
A nyíregyházi kórház egyik Mi–2-es mentőhelikoptere 1993. december 15-én, két, párhónapos asztmás csecsemővel és két mentőápolóval a fedélzetén, reggel 8 óra 50 perckor Nyíregyházáról szállt fel, és Budapest felé indult. Körülbelül 10 órakor eltévedtek a sűrű, szinte átláthatatlan reggeli ködben, és 190 méteres magasságban a Tisza fölött áthaladva a pilóta nem számított semmilyen műtárgyra, ami veszélyeztethette volna útjukat. A gép az erőmű 250 méter magas kéményének ütközött és felrobbant, a fedélzeten tartózkodó öt ember azonnal életét vesztette. A kémény oldalán egy kb. 2 méter átmérőjű lyuk keletkezett, ám ez az erőmű termelésében nem okozott fennakadást. A felrobbant gép propellere zuhanás közben további kisebb-nagyobb lyukakat, repedéseket ütött a kémény oldalán, és az egyik kezelőjárda korlátját is leszakította. A gép a III. és a IV. blokkok közé zuhant (szerencsére nem a kazánokra), majd szétlapította a kémény lábánál a préslevegő kompresszor egyik légtartályát, ami viszonylag kis anyagi kárral járt. A kémény oldalán később emléktáblát helyeztek el a baleset áldozatainak tiszteletére.